# Ерула
Ерула (італ. Erula, сард. Erula) — муніципалітет в Італії, у регіоні Сардинія,  провінція Сассарі.
Ерула розташована на відстані близько 320 км на захід від Рима, 180 км на північ від Кальярі, 34 км на схід від Сассарі.
Населення — 763 особи (2014).
Щорічний фестиваль відбувається 25 травня. Покровитель — Cuore Immacolato di Maria.

## Демографія
Населення за роками:

Станом на 1 січня 2023 року в муніципалітеті офіційно проживало 10 іноземців з 5 країн, серед них 6 громадян країн Євросоюзу.

## Сусідні муніципалітети
- К'ярамонті
- Оцієрі
- Перфугас
- Темпіо-Паузанія
- Тула